# Pyramids Football Club
El Pyramids FC (en árabe: نادي بيراميدز لكرة القدم‎ ), anteriormente conocido como Al Assiouty Sport, es un club de fútbol egipcio con sede en Asiut, Egipto. El club juega actualmente en la Premier League de Egipto, la liga más alta del sistema de liga de fútbol Egipto.

## Historia
Al Assiouty Sport se formó en 2008 en Beni Suef. El club fue ascendido a la Premier League egipcia por primera vez en su historia en 2014, después de ganar los play-offs de la promoción.

### Nace nombre de Pyramids FC
En el verano de 2018, el multimillonario saudí Turki al-Sheikh se hizo cargo del equipo. El nombre del equipo cambió de Al Assiouty Sport a Pyramids FC, comenzando una verdadera revolución en el fútbol egipcio. El 28 de junio de 2018, el exentrenador del Al-Ahly, Hossam El-Badry, fue nombrado presidente del club, Ahmed Hassan como portavoz y supervisor del equipo de fútbol, Hady Khashaba como Director de fútbol, y el exentrenador del Botafogo, Alberto Valentim como entrenador.
El 1 de agosto de 2018, contratan al entrenador argentino Ricardo La Volpe, para realizar la función de asesor técnico.
En su primera temporada el equipo finalizó en tercer lugar de la Liga Premier de Egipto y fue finalista de la copa nacional, clasificando a competición continental por primera ocasión.

### Consolidación
En el verano del 2019 el Pyramids fue adquirido por el empresario emiratí Salem Al-Shamsi. En 2020 alcanzaron la final de la Copa Confederación de la CAF, siendo derrotados por el equipo marroquí RS Berkane. Con estos éxitos se convirtieron en el tercer equipo de importancia en Egipto por detrás de Al-Ahly y Zamalek. En 2023 consiguió su primer subcampeonato en la liga egipcia y su primera clasificación a la Liga de Campeones de la CAF.
En 2024 el Pyramids consiguió su primer título oficial al proclamarse campeón de la Copa de Egipto al derrotar al ZED con un marcador final de 1-0.
En junio de 2025 el equipo se proclamó campeón de la edición 2024-25 de la Liga de Campeones, luego de derrotar en la final al Mamelodi Sundowns sudafricano con un marcador de 2-1, de esta manera el Pyramids consiguió su primer título internacional.

## Uniforme
| Periodo | Proveedor | Patrocinador principal | Patrocinador secundario |
| ------- | --------- | ---------------------- | ----------------------- |
| 2018–19 | Kappa     | Saudia                 | Swyp                    |
| 2019–20 | Adidas    | No tiene               | Swyp                    |
| 2020–21 | Puma      | TikTok                 | Swyp                    |
| 2021–   | Puma      | MyWhoosh               | No tiene                |

## Participación en competiciones de la CAF
| Temporada | Torneo                      | Ronda            | Club               | Casa | Visita | Global      |
| --------- | --------------------------- | ---------------- | ------------------ | ---- | ------ | ----------- |
| 2019–20   | CAF Confederation Cup       | Preliminar       | Étoile du Congo    | 4–1  | 1–0    | 5–1         |
| 2019–20   | CAF Confederation Cup       | 1                | CR Belouizdad      | 1–1  | 1–0    | 2–1         |
| 2019–20   | CAF Confederation Cup       | Playoff          | Young Africans     | 3–0  | 2–1    | 5–1         |
| 2019–20   | CAF Confederation Cup       | Grupo A          | FC Nouadhibou      | 6–0  | 1–0    | 1° Lugar    |
| 2019–20   | CAF Confederation Cup       | Grupo A          | Enugu Rangers      | 0–1  | 3–1    | 1° Lugar    |
| 2019–20   | CAF Confederation Cup       | Grupo A          | Al-Masry           | 2–0  | 2–1    | 1° Lugar    |
| 2019–20   | CAF Confederation Cup       | Cuartos de final | Zanaco             | 0–1  | 3–0    | 3–1         |
| 2019–20   | CAF Confederation Cup       | Semifinales      | Horoya             | 2–0  | 2–0    | 2–0         |
| 2019–20   | CAF Confederation Cup       | Final            | RS Berkane         | 0–1  | 0–1    | 0–1         |
| 2020–21   | CAF Confederation Cup       | 1                | Al-Ittihad Tripoli | 3–2  | 1–0    | 4–2         |
| 2020–21   | CAF Confederation Cup       | Playoff          | RC Abidjan         | 2–0  | 2–0    | 4–0         |
| 2020–21   | CAF Confederation Cup       | Grupo D          | Raja Casablanca    | 0–3  | 0–2    | 2° Lugar    |
| 2020–21   | CAF Confederation Cup       | Grupo D          | Nkana              | 3–0  | 1–0    | 2° Lugar    |
| 2020–21   | CAF Confederation Cup       | Grupo D          | Namungo            | 1–0  | 2–0    | 2° Lugar    |
| 2020–21   | CAF Confederation Cup       | Cuartos de final | Enyimba            | 4–1  | 1–1    | 5–2         |
| 2020–21   | CAF Confederation Cup       | Semifinales      | Raja Casablanca    | 0–0  | 0–0    | 0–0 (4–5 p) |
| 2021–22   | CAF Confederation Cup       | 2                | Azam               | 1–0  | 0–0    | 1–0         |
| 2021–22   | CAF Confederation Cup       | Playoff          | AS Maniema Union   | 1–0  | 1–0    | 2–0         |
| 2021–22   | CAF Confederation Cup       | Grupo A          | CS Sfaxien         | 1–0  | 1-1    | 2° Lugar    |
| 2021–22   | CAF Confederation Cup       | Grupo A          | Zanaco             | 1-0  | 2–0    | 2° Lugar    |
| 2021–22   | CAF Confederation Cup       | Grupo A          | Al Ahli Tripoli    | 2–1  | 0-1    | 2° Lugar    |
| 2021–22   | CAF Confederation Cup       | Cuartos de final | TP Mazembe         | 0-0  | 0-2    | 0-2         |
| 2022–23   | CAF Confederation Cup       | 2                | Hilal Alsahil      | 2-0  | 7-0    | 9-0         |
| 2022–23   | CAF Confederation Cup       | Playoff          | AS NIGELEC         | 0-1  | 3-0    | 3-1         |
| 2022–23   | CAF Confederation Cup       | Grupo C          | FAR Rabat          | 2-2  | 0-1    | 2° Lugar    |
| 2022–23   | CAF Confederation Cup       | Grupo C          | Future FC          | 1-1  | 2-1    | 2° Lugar    |
| 2022–23   | CAF Confederation Cup       | Grupo C          | ASKO Kara          | 1-0  | 4-1    | 2° Lugar    |
| 2022–23   | CAF Confederation Cup       | Cuartos de final | Marumo Gallants    | 1-1  | 0-1    | 1-2         |
| 2023–24   | Liga de Campeones de la CAF | 2                | APR                | 0-0  | 1-6    | 1-6         |
| 2023–24   | Liga de Campeones de la CAF | Grupo A          | TP Mazembe         | 1-0  | 0-3    | 4° Lugar    |
| 2023–24   | Liga de Campeones de la CAF | Grupo A          | FC Nouadhibou      | 0-2  | 2-2    | 4° Lugar    |
| 2023–24   | Liga de Campeones de la CAF | Grupo A          | Mamelodi Sundowns  | 0-0  | 0-1    | 4° Lugar    |
| 2024–25   | Liga de Campeones de la CAF | 1                | JKU                | 6-0  | 3-1    | 9-1         |
| 2024–25   | Liga de Campeones de la CAF | 2                | APR                | 1-1  | 3-1    | 4-2         |
| 2024–25   | Liga de Campeones de la CAF | Grupo D          | Sagrada Esperança  | 5-1  | 1-0    | 2° Lugar    |
| 2024–25   | Liga de Campeones de la CAF | Grupo D          | Espérance de Tunis | 0-2  | 2-1    | 2° Lugar    |
| 2024–25   | Liga de Campeones de la CAF | Grupo D          | Djoliba AC         | 0-0  | 6-0    | 2° Lugar    |
| 2024–25   | Liga de Campeones de la CAF | Cuartos de final | FAR Rabat          | 4-1  | 0-2    | 4-3         |
| 2024–25   | Liga de Campeones de la CAF | Semifinales      | Orlando Pirates    | 0-0  | 3-2    | 3-2         |
| 2024–25   | Liga de Campeones de la CAF | Final            | Mamelodi Sundowns  | 1-1  | 2-1    | 3-2         |

## Jugadores

### Plantilla: 2024-25
Actualizado el 28 de octubre de 2024

## Entrenadores
Al-Assiouty
- Stefan Rieger (2011–2013)[11]
- György Gálhidi (2013–agosto de 2014)[12]
- Khaled Eid (agosto de 2014–octubre de 2014)[13][14]
- Stefan Rieger (octubre de 2014–diciembre de 2014)[14][11]
- Abou El-Enein Shehata (junio de 2015–diciembre de 2015)[15][16]
- Moamen Soliman (diciembre de 2015-julio de 2016)[17][18]
- Ayman Al-Muzain (agosto de 2016–abril de 2017)[19][20]
- Ali Maher (mayo de 2017–mayo de 2018)[21][22]
- Sami Al-Shishini (mayo de 2018–junio de 2018)[22]

Pyramids FC
- Alberto Valentim (junio de 2018–agosto de 2018)[23][24]
- Ricardo La Volpe (agosto de 2018–noviembre de 2018)[25][26]
- Hossam Hassan (noviembre de 2018–enero de 2019)[27][28]
- Ahmed Hassan (interino- enero de 2019–febrero de 2019)[29]
- Ramón Díaz (febrero de 2019–mayo de 2019)[29][30][31]
- Sébastien Desabre (julio de 2019–diciembre de 2019)[32][33]
- Abdel Aziz Abdel Shafi (interino- diciembre de 2019)[33]
- Ante Čačić (diciembre de 2019–noviembre de 2020)[34][35]
- Rodolfo Arruabarrena (noviembre de 2020–junio de 2021)[36][37]
- Takis Gonias (junio de 2021–septiembre de 2021)[37][38]
- Ehab Galal (septiembre de 2021–abril de 2022)[39][40]
- Takis Gonias (abril de 2022–enero de 2023)[41][42]
- Jaime Pacheco (enero de 2023–febrero de 2024)[43][44]
- Krunoslav Jurčić (febrero de 2024–presente)[4]

## Palmarés

### Torneos Nacionales (1)
| Torneos Nacionales (1)       | Torneos Nacionales (1) | Torneos Nacionales (1) |
| Competición                  | Títulos                | Subtítulos             |
| ---------------------------- | ---------------------- | ---------------------- |
| Copa de Egipto (1/2)         | 2024                   | 2019, 2022             |
| Liga Premier de Egipto (0/4) |                        | 2022, 2023, 2024, 2025 |
| Supercopa de Egipto (0/1)    |                        | 2022                   |

### Torneos internacionales (2)
| Organizados por la CAF (2)         | Organizados por la CAF (2) | Organizados por la CAF (2) |
| Competición                        | Títulos                    | Subtítulos                 |
| ---------------------------------- | -------------------------- | -------------------------- |
| Liga de Campeones de la CAF (1/0)  | 2025                       |                            |
| Copa Confederación de la CAF (0/1) |                            | 2020                       |